# Antonín Hojer
Antonín Václav František Hojer (Praga, 31 marzo 1894 – 22 ottobre 1964) è stato un calciatore cecoslovacco, di ruolo difensore.

## Biografia
Nato a Praga nel 1894 è il fratello maggiore di František Hojer, anch'egli calciatore della Nazionale cecoslovacca.

## Carriera

### Club
Ha militato in una sola squadra – lo Sparta Praga –, della quale è diventato presto una bandiera. In carriera con i granata che durò dal 1913 al 1931 vinse sette campionati cecoslovacchi, di cui cinque consecutivi dal 1919 al 1923, quello del 1925-1926 e il torneo successivo. Inoltre nel 1927 vinse l'edizione della Coppa dell'Europa Centrale, sempre con lo Sparta.

### Nazionale
Esordisce in Nazionale il 28 agosto 1920 ad Anversa in Cecoslovacchia-Jugoslavia (7-0), nel turno di qualificazione del torneo olimpico. Partecipa anche a tutt' e tre altre partite della sua squadra al torneo, fino alla finale inclusa,– però quella non conquista la medaglia perché rifiuta di terminare la partita finale contro il Belgio ed è squalificata. Quattro anni dopo partecipa alla Olimpiade seguente. Nel turno di qualificazione la Nazionale cecoslovacca vince contro la Turchia (5-2, il 25 maggio) e negli ottavi di finale perde contro la Svizzera (1-1, il 28 maggio, e 0-1 nella ripetizione, il 30 maggio) – tutt' e tre partite con Hojer nel campo. Antonín ha collezionato, a quel momento, anche 7 giochi amichevoli, uno dei quali ha disputato da capitano (1º luglio 1923, Romania-Cecoslovacchia 0-6).
Dopo i Giochi Olimpici 1924 continua a convocarsi per gli amichevoli – ne gioca 2 nel 1925 e 4 nel 1926. Il 28 giugno 1926, nella partita contro Jugoslavia a Zagabria (6-2), Hojer, di 32 anni, veste la fascia da capitano per la seconda volta. Dopo qualche giorno, il 3 luglio, partecipa alla partita seguente della squadra (Cecoslovacchia-Svezia 4-2); ma poi non si convoca alla Nazionale fino all'aprile 1928, lasciando scappare anche le sue prime due partite nella Coppa Internazionale 1927-1930. Nei 1928-1929 invece si convoca stabilmente partecipando a 11 partite, compreso 5 di 6 disputate dalla squadra in occasione di Coppa Internazionale (aiutandola a conquistare il terzo posto in questo torneo). Una volta va in campo, per la terza volta, con la fascia da capitano. Questo succede giusto tre anni dopo il caso precedente – il 28 giugno 1929 –, di nuovo nella partita amichevole in trasferta contro la stessa Jugoslavia. Questa partita porta a egli, di 35 anni, anche il primo gol nelle file della Nazionale (l'incontro finisce con un pareggio 3-3).
Antonín Hojer continua ad essere attivo anche nella prima metà del 1930, disputando 4 amichevoli. In due casi gioca da capitano (Cecoslovacchia-Unghería 1-1, il 1º maggio, e Francia-Cecoslovacchia 2-3, l'11 maggio). Inoltre fa due reti – una nell'incontro già citato del 1º maggio contro l'Ungheria e una (su rigore) nella sua ultima partita contro la Spagna il 14 giugno 1930 (entrambe le partite tengono luogo a Praga).
In tutto, Hojer colleziona 35 giochi per la Nazionale (di cui 5 da capitano), con 3 reti segnate.

## Statistiche

### Cronologia presenze e reti in Nazionale
| Cronologia completa delle presenze e delle reti in nazionale ― Cecoslovacchia | Cronologia completa delle presenze e delle reti in nazionale ― Cecoslovacchia | Cronologia completa delle presenze e delle reti in nazionale ― Cecoslovacchia | Cronologia completa delle presenze e delle reti in nazionale ― Cecoslovacchia | Cronologia completa delle presenze e delle reti in nazionale ― Cecoslovacchia | Cronologia completa delle presenze e delle reti in nazionale ― Cecoslovacchia | Cronologia completa delle presenze e delle reti in nazionale ― Cecoslovacchia | Cronologia completa delle presenze e delle reti in nazionale ― Cecoslovacchia |
| Data                                                                          | Città                                                                         | In casa                                                                       | Risultato                                                                     | Ospiti                                                                        | Competizione                                                                  | Reti                                                                          | Note                                                                          |
| ----------------------------------------------------------------------------- | ----------------------------------------------------------------------------- | ----------------------------------------------------------------------------- | ----------------------------------------------------------------------------- | ----------------------------------------------------------------------------- | ----------------------------------------------------------------------------- | ----------------------------------------------------------------------------- | ----------------------------------------------------------------------------- |
| 28/08/1920                                                                    | Anversa                                                                       | Cecoslovacchia                                                                | 7 – 0                                                                         | Jugoslavia                                                                    | Olimpiadi 1920 - Turno eliminatorio                                           | -                                                                             |                                                                               |
| 29/08/1920                                                                    | Bruxelles                                                                     | Cecoslovacchia                                                                | 4 – 0                                                                         | Norvegia                                                                      | Olimpiadi 1920 - Quarti di finale                                             | -                                                                             |                                                                               |
| 31/08/1920                                                                    | Anversa                                                                       | Cecoslovacchia                                                                | 4 – 1                                                                         | Francia                                                                       | Olimpiadi 1920 - Semifinali                                                   | -                                                                             |                                                                               |
| 02/09/1920                                                                    | Anversa                                                                       | Belgio                                                                        | 2 – 0                                                                         | Cecoslovacchia                                                                | Olimpiadi 1920 - Finale                                                       | -                                                                             | La partita interrotta al 39’, la Cecoslovacchia squalificata.                 |
| 13/11/1921                                                                    | Praga                                                                         | Cecoslovacchia                                                                | 2 – 2                                                                         | Svezia                                                                        | Amichevole                                                                    | -                                                                             |                                                                               |
| 11/06/1922                                                                    | Copenaghen                                                                    | Danimarca                                                                     | 0 – 3                                                                         | Cecoslovacchia                                                                | Amichevole                                                                    | -                                                                             |                                                                               |
| 13/08/1922                                                                    | Stoccolma                                                                     | Svezia                                                                        | 0 – 2                                                                         | Cecoslovacchia                                                                | Amichevole                                                                    | -                                                                             |                                                                               |
| 06/05/1923                                                                    | Praga                                                                         | Cecoslovacchia                                                                | 2 – 0                                                                         | Danimarca                                                                     | Amichevole                                                                    | -                                                                             |                                                                               |
| 27/05/1923                                                                    | Praga                                                                         | Cecoslovacchia                                                                | 5 – 1                                                                         | Italia                                                                        | Amichevole                                                                    | -                                                                             |                                                                               |
| 01/07/1923                                                                    | Cluj-Napoca                                                                   | Romania                                                                       | 0 – 6                                                                         | Cecoslovacchia                                                                | Amichevole                                                                    | -                                                                             | Cap.                                                                          |
| 28/10/1923                                                                    | Praga                                                                         | Cecoslovacchia                                                                | 4 – 4                                                                         | Jugoslavia                                                                    | Amichevole                                                                    | -                                                                             |                                                                               |
| 25/05/1924                                                                    | Parigi                                                                        | Turchia                                                                       | 2 – 5                                                                         | Cecoslovacchia                                                                | Olimpiadi 1924 - Turno eliminatorio                                           | -                                                                             |                                                                               |
| 28/05/1924                                                                    | Parigi                                                                        | Svizzera                                                                      | 1 – 1 dts                                                                     | Cecoslovacchia                                                                | Olimpiadi 1924 - Ottavi di finale                                             | -                                                                             |                                                                               |
| 30/05/1924                                                                    | Parigi                                                                        | Svizzera                                                                      | 1 – 0                                                                         | Cecoslovacchia                                                                | Olimpiadi 1924 - Ottavi di finale                                             | -                                                                             |                                                                               |
| 24/05/1925                                                                    | Praga                                                                         | Cecoslovacchia                                                                | 3 – 1                                                                         | Austria                                                                       | Amichevole                                                                    | -                                                                             |                                                                               |
| 11/10/1925                                                                    | Praga                                                                         | Cecoslovacchia                                                                | 2 – 0                                                                         | Ungheria                                                                      | Amichevole                                                                    | -                                                                             |                                                                               |
| 14/03/1926                                                                    | Vienna                                                                        | Austria                                                                       | 2 – 0                                                                         | Cecoslovacchia                                                                | Amichevole                                                                    | -                                                                             |                                                                               |
| 06/06/1926                                                                    | Budapest                                                                      | Ungheria                                                                      | 2 – 1                                                                         | Cecoslovacchia                                                                | Amichevole                                                                    | -                                                                             |                                                                               |
| 28/06/1926                                                                    | Zagabria                                                                      | Jugoslavia                                                                    | 2 – 6                                                                         | Cecoslovacchia                                                                | Amichevole                                                                    | -                                                                             | Cap.                                                                          |
| 03/07/1926                                                                    | Praga                                                                         | Cecoslovacchia                                                                | 4 – 2                                                                         | Svezia                                                                        | Amichevole                                                                    | -                                                                             |                                                                               |
| 01/04/1928                                                                    | Vienna                                                                        | Austria                                                                       | 0 – 1                                                                         | Cecoslovacchia                                                                | Coppa Internazionale 1927-1930                                                | -                                                                             |                                                                               |
| 22/04/1928                                                                    | Budapest                                                                      | Ungheria                                                                      | 2 – 0                                                                         | Cecoslovacchia                                                                | Coppa Internazionale 1927-1930                                                | -                                                                             |                                                                               |
| 13/05/1928                                                                    | Colombes                                                                      | Francia                                                                       | 0 – 2                                                                         | Cecoslovacchia                                                                | Amichevole                                                                    | -                                                                             |                                                                               |
| 23/09/1928                                                                    | Praga                                                                         | Cecoslovacchia                                                                | 6 – 1                                                                         | Ungheria                                                                      | Amichevole                                                                    | -                                                                             |                                                                               |
| 03/03/1929                                                                    | Bologna                                                                       | Italia                                                                        | 4 – 2                                                                         | Cecoslovacchia                                                                | Coppa Internazionale 1927-1930                                                | -                                                                             |                                                                               |
| 17/03/1929                                                                    | Praga                                                                         | Cecoslovacchia                                                                | 3 – 3                                                                         | Austria                                                                       | Amichevole                                                                    | -                                                                             |                                                                               |
| 28/06/1929                                                                    | Zagabria                                                                      | Jugoslavia                                                                    | 3 – 3                                                                         | Cecoslovacchia                                                                | Amichevole                                                                    | 1                                                                             | Cap.                                                                          |
| 08/09/1929                                                                    | Praga                                                                         | Cecoslovacchia                                                                | 1 – 1                                                                         | Ungheria                                                                      | Coppa Internazionale 1927-1930                                                | -                                                                             |                                                                               |
| 15/09/1929                                                                    | Vienna                                                                        | Austria                                                                       | 2 – 1                                                                         | Cecoslovacchia                                                                | Amichevole                                                                    | -                                                                             |                                                                               |
| 06/10/1929                                                                    | Praga                                                                         | Cecoslovacchia                                                                | 5 – 0                                                                         | Svizzera                                                                      | Coppa Internazionale 1927-1930                                                | -                                                                             |                                                                               |
| 28/10/1929                                                                    | Praga                                                                         | Cecoslovacchia                                                                | 4 – 3                                                                         | Jugoslavia                                                                    | Amichevole                                                                    | -                                                                             |                                                                               |
| 01/01/1930                                                                    | Barcellona                                                                    | Spagna                                                                        | 1 – 0                                                                         | Cecoslovacchia                                                                | Amichevole                                                                    | -                                                                             |                                                                               |
| 01/05/1930                                                                    | Praga                                                                         | Cecoslovacchia                                                                | 1 – 1                                                                         | Ungheria                                                                      | Amichevole                                                                    | 1                                                                             | Cap.                                                                          |
| 11/05/1930                                                                    | Colombes                                                                      | Francia                                                                       | 2 – 3                                                                         | Cecoslovacchia                                                                | Amichevole                                                                    | -                                                                             | Cap.                                                                          |
| 14/06/1930                                                                    | Praga                                                                         | Cecoslovacchia                                                                | 2 – 0                                                                         | Spagna                                                                        | Amichevole                                                                    | 1                                                                             |                                                                               |
| Totale                                                                        |                                                                               | Presenze                                                                      | 35                                                                            |                                                                               | Reti                                                                          | 3                                                                             |                                                                               |

## Palmarès

### Club

#### Nazionale
- Campionato cecoslovacco: 7

Sparta Praga: 1919, 1920, 1921, 1922, 1923, 1925-26, 1927

#### Internazionale
- Coppa dell'Europa Centrale : 1

Sparta Praga: 1927